# Metazygia tanica
Metazygia tanica är en spindelart som beskrevs av Levi 1995. Metazygia tanica ingår i släktet Metazygia och familjen hjulspindlar.
Artens utbredningsområde är Guyana. Inga underarter finns listade i Catalogue of Life.